# Georg Riedel
Georg Riedel (Karlsbad, Checoslovaquia; 8 de enero de 1934-25 de febrero de 2024) fue un contrabajista y compositor sueco. Riedel Emigró a Suecia en la edad de cuatro años y asistió a la escuela en Estocolmo, incluyendo el Adolf Fredrik  Escuela de Música.

## Obra musical
El mejor registro que presenta Riedel es probablemente el jazz de Jan Johansson på svenska ("Jazz en sueco"), un minimalist-recopilación de jazz de folk, las canciones fueron grabadas entre 1962–1963, aunque Riedel ha grabado con otros músicos suecos principales que incluyen al trompetista Jan Allan.
El perfil como compositor de Riedel deriva casi exclusivamente de escribir música para Astrid Lindgren , incluyendo el tema principal del Emil i Lönneberga ("Emil de Cerros de #Arce") . También compuso la música para varias películas de Arne Mattsson en 1960 así como para varias adaptaciones  de novelas de Stig Dagerman.
Riedel También participó en el album Jazz en el Pawnshop en 1977.

## Música de película seleccionada
- 491 (1964)
- Pippi Longstocking (1969) (con Jan Johansson)
- Emil i Lönneberga (1971)
- Nya hyss av Emil i Lönneberga (1972)
- Emil och griseknoen (1973)
- Karlsson En el Techo (1974)
- Los Niños de Pueblo Ruidoso (1986)
- Más Sobre los Niños de Pueblo Ruidoso (1987)
- Ved vejen (1988)
- Me confío en (2010)